# Akolytka (seriál)
Akolytka (v anglickém originále The Acolyte) je americký televizní seriál vydávaný na Disney+, který vytvořila Leslye Headland. Je součástí mediální franšízy Star Wars a odehrává se na konci éry Vrcholné republiky přibližně sto let před událostmi chronologicky první epizody hlavní ságy Skrytá hrozba.
V hlavních rolích se představí Amandla Stenberg a Lee Jung-jae. Na konci roku 2019 projevila Headland zájem pracovat na franšíze Star Wars a do dubna 2020 začala připravovat nový seriál pro Lucasfilm. Název seriálu byl představen v prosinci, zatímco natáčení začalo v říjnu 2022 a skončilo na začátku června 2023. 
První dva díly osmidílného seriálu byly uvedeny na Disney+ 4. června 2024 a seriál byl vysílán do 16. července 2024. Recenze kritiků byly obecně příznivé, ale seriál rozdělil fanoušky franšízy, a stal se předmětem jejich rozsáhlé kritiky již v průběhu produkce, což se odrazilo na sledovanosti. Seriál byl v srpnu 2024 zrušen kvůli nízké sledovanosti vzhledem k vysokému rozpočtu. Seriál získal několik ocenění, včetně nominace na cenu Emmy.

## Premisa
Děj seriálu Akolytka se odehrává na konci éry Vrcholné republiky ve světě „stinných tajemství a rodících se sil temné strany“, (cca 135 BBY) , zhruba 100 let před filmem Star Wars: Epizoda I – Skrytá hrozba (1999). Bývalá padawanka se znovu setkává se svým mistrem Jedi, aby vyšetřili sérii zločinů, ale síly, kterým čelí, jsou zlověstnější, než kdy předpokládali.

## Postavy a obsazení

### Hlavní role
- Amandla Stenberg (v českém znění Felicita Victoria Prokešová) jako Verosha "Osha" Aniseya/Mae-ho "Mae" Aniseya, sestry dvojčata, které v dětství rozdělila tragédie. Osha je bývalá padawanka mistra Sola.[10] Mae je považována za mrtvou, dokud se znovu neobjeví jako nebezpečná bojovnice využívající temnou stranu Síly.
- Lee Jung-jae (v českém znění Jan Teplý mladší) jako Sol, uznávaný mistr Jedi a bývalý mistr Oshy.[11][12]
- Charlie Barnett (v českém znění Petr Ryšavý) jako Yord Fandar, rytíř Jedi[11][12]
- Dafne Keen (v českém znění Eliška Jirotková) jako Jecki Lon, současná padawanka mistra Sola.[11][12] Jecki je napůl člověk a napůl Theelin.
- Rebecca Henderson (v českém znění Zuzana Kajnarová) jako Vernestra Rwoh, starší členka Rady Jediů, která se v mládí proslavila jako mimořádně nadaná. Vernestra je z druhu Mirialan.[13][12]
- Jodie Turner-Smith (v českém znění Kateřina Bohatová) jako Matka Aniseya, vůdkyně covenu čarodějnic užívajících Sílu, podobně jako Jediové.[14][15][12]
- Carrie-Anne Moss (v českém znění Kateřina Hrušková)  jako Indara, mistryně Jedi zaběhlá v bojovém umění podobném kung-fu.[11][12]
- Manny Jacinto (v českém znění Karel Heřmánek mladší) jako Qimir, Bývalý pašerák, který nyní žije na volné noze a pomáhá Mae.[15][12]
- Dean-Charles Chapman (v českém znění Filip František Červenka) jako Torbin, Tistr Jedi, který složil slib Barash, což znamená, že se vznáší ve vzduchu v tichém stavu meditace v Síle více než deset let.[9]
- Joonas Suotamo jako Kelnacca, Wookieejský mistr Jedi, který žije samotářským životem.[12] Suotamo dříve ztvárnil Chewbaccu v sequelové trilogii hlavní ságy a v antologickém filmu Solo: Star Wars Story (2018).[16]
- Margarita Levieva (v českém znění Kateřina Petrová) jako Mother Koril, uživatelka Síly a čarodějnice covenu Matky Aniseyi z druhu iridonijských Zabraků.[17]

### Hostující role
- Thara Schöön jako Tasi Lowa, padawanka Yord Fandara
- Amy Tsang jako Rane, čarodějnická praporčice[18]
- Abigail Thorn jako Eurus, čarodějnická praporčice
- David Harewood

## Seznam dílů
| Č. v seriálu | Č. v řadě | Původní název     | Český název           | Režie             | Scénář                                             | Premiéra na Disney+ |
| ------------ | --------- | ----------------- | --------------------- | ----------------- | -------------------------------------------------- | ------------------- |
| 1            | 1         | Lost / Found      | Ztracená / Nalezená   | Leslye Headland   | Leslye Headland                                    | 4. června 2024      |
| 2            | 2         | Revenge / Justice | Pomsta / Spravedlnost | Leslye Headland   | Jason Micallef a Charmaine DeGrate                 | 4. června 2024      |
| 3            | 3         | Destiny           | Osud                  | Kogonada          | Jasmyne Flournoy a Eileen Shim                     | 11. června 2024     |
| 4            | 4         | Day               | Den                   | Alex Garcia Lopez | Claire Kiechel a Kor Adana                         | 18. června 2024     |
| 5            | 5         | Night             | Noc                   | Alex Garcia Lopez | Kor Adana a Cameron Squires                        | 25. června 2024     |
| 6            | 6         | Teach / Corrupt   | Učit / Kazit          | Hanelle Culpepper | Jason Micallef a Jocelyn Bioh                      | 2. července 2024    |
| 7            | 7         | Choice            | Volba                 | Kogonada          | Charmaine DeGrate, Jen Richards a Jasmyne Flournoy | 9. července 2024    |
| 8            | 8         | The Acolyte       | Akolytka              | Hanelle Culpepper | Jason Micallef                                     | 16. července 2024   |